# Venom (canção)
"Venom" é uma canção do rapper americano Eminem, gravada para a trilha sonora de filme de 2018 de mesmo nome e destaque em seu álbum Kamikaze. Ela foi lançada como um single digital no dia 21 de setembro de 2018. Seguindo o lançamento do álbum, a faixa entrou nas paradas em vários países, chegando ao top 50 nos Estados Unidos, no Canadá e a Austrália.

## Composição
Em 30 de agosto de 2018, Eminem publicou 15 segundos do teaser mostrando o título Venom com o "E" virado de trás para frente, semelhante ao usado no emblema Eminem. Mais de sete horas depois, em 31 de agosto de 2018, Eminem,anunciou o álbum Kamikaze, e "Venom" apareceu como a sua última faixa.
Em 21 de setembro de 2018, a música foi lançada como um single digital no serviços de streaming.
A canção inclui ligeiras referências para o filme do Venom e seu personagem Eddie Brock.

## Vídeo da música
Em 3 de outubro de 2018, Eminem publicou em sua conta do Twitter que um vídeo musical para a canção seria lançada na sexta-feira seguinte. O vídeo da música foi lançado no dia 5 de outubro de 2018. Como uma continuação para o vídeo da sua música anterior "Fall", sua primeira cena mostra uma cópia do álbum de 2017 Revival.
Uma simbionte do  Eminem infecta espectadores inocentes, que, em seguida, causam danos à cidade.
Durante a primeira parte do vídeo, Eminem, é mostrado dentro de um quarto escuro, vestido todo de preto com apenas uma luz brilhando no fundo. Na cena final, depois de ficar possuídos pelo simbionte, Eminem se transforma no personagem de quadrinhos da Marvel, Venom.

## Desempenho
| Paradas músicais (2018)                        | Maior posição |
| ---------------------------------------------- | ------------- |
| Australia (ARIA)                               | 37            |
| Áustria (Ö3 Austria Top 75)                    | 54            |
| Canadá (Canadian Hot 100)                      | 15            |
| República Checa (Singles Digitál Top 100)      | 6             |
| France (SNEP)                                  | 125           |
| O campo songid é OBRIGATÓRIO PARA PARADA ALEMÃ | 84            |
| Greece International Digital Singles (IFPI)    | 21            |
| Hungria (Stream Top 40)                        | 1             |
| Ireland (IRMA)                                 | 24            |
| Italy (FIMI)                                   | 63            |
| Países Baixos (Single Top 100)                 | 94            |
| New Zealand Hot Singles (RMNZ)                 | 17            |
| Portugal (AFP)                                 | 52            |
| Escócia (Scottish Singles Chart)               | 25            |
| Eslováquia (Singles Digitál Top 100)           | 17            |
| Sweden (Sverigetopplistan)                     | 64            |
| Suíça (Schweizer Hitparade)                    | 70            |
| Reino Unido (UK Singles Chart)                 | 16            |
| Estados Unidos (Billboard Hot 100)             | 43            |
| Estados Unidos (Billboard R&B/Hip-Hop Songs)   | 23            |